# 10 febbraio
Il 10 febbraio è il 41º giorno del calendario gregoriano. Mancano 324 giorni alla fine dell'anno (325 negli anni bisestili).

## Eventi
- 1258 – I Mongoli del condottiero Hülëgü Khan invadono la Mesopotamia e conquistano Baghdad bruciandola e uccidendo 10.000 persone; a seguito di ciò, mettendo a morte l'ultimo Califfo Al-Musta'sim, il 20 febbraio, pongono fine al califfato abbaside;
- 1355 – A Oxford, in Inghilterra, una rissa da osteria fornisce il casus belli per una cruenta serie di tumulti studenteschi, nota come rivolta di santa Scolastica, che vide opporsi la cittadinanza locale agli studenti e accademici dell'Università di Oxford. La rivolta, che contò una novantina di morti (63 studenti e 30 residenti), si risolse in favore dell'università, con il rafforzamento dei suoi privilegi e poteri;
- 1635 – Francia: l'Académie française (Parigi) si ingrandisce per diventare l'accademia nazionale per l'élite artistica;
- 1763 – Guerra franco-indiana; il Trattato di Parigi del 1763 concluderà la guerra e la Francia cederà il Canada alla Gran Bretagna;
- 1798 – Louis Alexandre Berthier invade Roma, proclama la Repubblica Romana il 15 febbraio e il 20 prende papa Pio VI prigioniero;
- 1814 – Battaglia di Champaubert;
- 1840 – La regina Vittoria del Regno Unito sposa il principe Alberto di Sassonia-Coburgo-Gotha;
- 1846 – Molti mormoni iniziano la loro migrazione verso ovest da Nauvoo (Illinois);
- 1863 – Alanson Crane brevetta l'estintore;
- 1880 – Papa Leone XIII pubblica l'enciclica Arcanum Divinae, sulla dottrina della santità del matrimonio, sulla condanna del Naturalismo e del divorzio;
- 1910 – A Berlino si conclude in parità il match per il Campionato del mondo di scacchi tra Emanuel Lasker (campione) e Carl Schlechter (sfidante). In base alle regole il campione conserva il titolo;
- 1918 – Alle 22:00 ha inizio la Beffa di Buccari;
- 1920 – Jozef Haller de Hallenburg esegue il fidanzamento simbolico della Polonia con il mare, celebrando la restituzione alla Polonia dell'accesso al mare;
- 1931 – Nuova Delhi diventa capitale dell'India;
- 1933
  - Al tredicesimo round di un incontro di pugilato a New York, Primo Carnera mette K.O. Ernie Schaaf, uccidendolo;
  - La Postal Telegraph Company di New York introduce il primo telegramma canoro;
- 1936 – Guerra d'Etiopia: inizia la battaglia dell'Amba Aradam;
- 1942 – Glenn Miller riceve il primo Disco d'oro della storia per il brano Chattanooga Choo Choo;
- 1947 – L'Italia firma i Trattati di Pace di Parigi, con cui cede buona parte della Venezia Giulia alla Jugoslavia e Tenda e Briga alla Francia;
- 1954 – Il presidente statunitense Dwight D. Eisenhower sconsiglia l'intervento degli Stati Uniti in Vietnam;
- 1962 – Francis Gary Powers, pilota di un aereo spia statunitense catturato dai sovietici, viene scambiato con la spia sovietica Rudoľf Abeľ;
- 1967 – Viene ratificato il XXV emendamento della Costituzione degli Stati Uniti d'America;
- 1975 – La navetta spaziale sovietica Soyuz 17 rientra sulla Terra;
- 1986 – Incomincia il Maxiprocesso di Palermo ideato da Rocco Chinnici, con oltre 400 imputati;
- 1990 – Il presidente sudafricano Frederik Willem de Klerk annuncia che Nelson Mandela verrà rilasciato il giorno dopo;
- 1992 – A Indianapolis il pugile Mike Tyson viene condannato per lo stupro di Desiree Washington, partecipante al concorso Miss Black America;
- 1996 – Deep Blue sconfigge per la prima volta il campione del mondo di scacchi Garry Kasparov;
- 1998 – Gli elettori del Maine abrogano una legge sui diritti degli omosessuali approvata nel 1997, divenendo il primo stato USA ad abbandonarla;
- 1999 – Il celebre gruppo heavy metal Iron Maiden ufficializza l'attesa reunion col cantante Bruce Dickinson e il chitarrista Adrian Smith, divenendo un sestetto;
- 2005 – Si commemora per la prima volta il Giorno del ricordo, in memoria delle vittime delle foibe, istituito il 30 marzo 2004;
- 2006 – Si inaugurano i XX Giochi olimpici invernali a Torino.

## Nati
Ci sono circa 1 250 voci su persone nate il 10 febbraio; vedi la pagina Nati il 10 febbraio per un elenco descrittivo o la categoria Nati il 10 febbraio per un indice alfabetico.

## Morti
Ci sono circa 530 voci su persone morte il 10 febbraio; vedi la pagina Morti il 10 febbraio per un elenco descrittivo o la categoria Morti il 10 febbraio per un indice alfabetico.

## Feste e ricorrenze

### Civili
Nazionali
- Italia – Giorno del ricordo
- Cliff Burton Day

### Religiose
Cristianesimo:
- Santa Scolastica da Norcia, vergine, sorella gemella di san Benedetto da Norcia
- Sant'Austreberta, badessa di Pavilly
- Santi Caralampo, Porfirio e Bapto, martiri
- San Guglielmo d'Aquitania, duca
- San Guglielmo di Malavalle detto il Grande, eremita
- San José Sánchez del Rio, martire
- San Prochor di Pečers'k, monaco ortodosso (Chiesa ortodossa)
- San Protadio di Besançon, vescovo
- San Silvano di Terracina, vescovo
- San Troiano di Saintes, vescovo
- Santi Zotico e compagni, martiri di Roma
- Beato Alojzije Viktor Stepinac, vescovo e martire
- Beata Chiara da Rimini (Agolanti), clarissa
- Beata Eusebia Palomino Yenes, religiosa
- Beato Michele Beltoja, sacerdote e martire
- Beati Pietro Fremond e 5 compagne, martiri
- Beato Ugo di Fosses, abate

Religione romana antica e moderna:
- Fornacalia, quarto giorno